# Niclas Alexandersson
Jens Niclas Alexandersson (Vessigebro, 29 december 1971) is een voormalig profvoetballer uit Zweden die tot 2009 onder contract stond bij IFK Göteborg. Aan het einde van dat seizoen beëindigde hij zijn actieve loopbaan.

## Interlandcarrière
Alexandersson was een middenvelder en speelde zijn eerste interland op 10 november 1993 tegen Oostenrijk. Hij maakt deel uit van de selectie voor het WK voetbal 2006 en speelde in totaal 109 interlands, waarin hij zevenmaal tot scoren kwam. Bij de WK-eindronde in Duitsland speelde hij vier duels en incasseerde hij een gele kaart. Alexandersson vertegenwoordigde zijn vaderland eveneens bij de Olympische Spelen van 1992 in Barcelona, waar de ploeg onder leiding van bondscoach Nisse Andersson in de kwartfinales uitgeschakeld werd door Australië (1-2).